# Wiktor Pawlowitsch Kalygin
Wiktor Pawlowitsch Kalygin (russisch Виктор Павлович Калыгин, wissenschaftliche Transliteration Viktor Pavlovič Kalygin, französisch Victor Kalyguine; * 18. Oktober 1950 in Kowrow, Oblast Wladimir; † 4. Dezember 2004 in Moskau) war ein russischer Keltologe.

## Leben
Nach seinem Studium der indoeuropäischen – einschließlich keltischen – Sprachen an der Staatlichen Universität Leningrad hatte Kalygin ab 1975 eine Aspirantur am Institut der Sprachwissenschaft der Akademie der Wissenschaften der UdSSR inne. 1979 legte er seine Inaugural-Dissertation „Особенности языка древнейшей ирландской поэзии в сравнительно-историческом освещении“ (Die Besonderheiten der altirischen Sprache in vergleichend-historischer Betrachtung) vor. 1989 erschien seine bedeutende – in Zusammenarbeit mit Andrei Alexandrowitsch Koroljew entstandene – Einführung in die keltische Philologie (Введение в кельтскую филологию). 
Von 1990 bis 1992 arbeitete Kalygin in Deutschland als Stipendiat des A.-von-Humboldt-Fonds zunächst an der Albert-Ludwigs-Universität Freiburg, dann an der Universität Bonn bei Karl Horst Schmidt. 1993 lehrte er als Gast am Lehrstuhl für keltische Forschungen an der Harvard University.
Nach seiner Rückkehr nach Russland setzte Kalygin seine Studien auf dem Gebiete der Keltologie fort. 1997 habilitierte er sich mit der Arbeit „Истоки древнеирландской мифопоэтической традиции“ (Quellen der altirischen mythopoetischen Tradition). Seit Mai 2001 war Kalygin stellvertretender Direktor des Institutes der Sprachwissenschaft der Russischen Akademie der Wissenschaften für die wissenschaftliche Arbeit und ab 2002 Leiter der Abteilung für indoeuropäische Sprachen. Sein Etymologisches Wörterbuch der keltischen Theonyme erschien postum 2006.

## Werke

### Monografien
- Особенности языка древнейшей ирландской поэзии в сравнительно-историческом освещении (Die Besonderheiten der altirischen Sprache in historisch-vergleichender Betrachtung; Dissertation). Moskau 1979.
- Язык древнейшей ирландской поэзи (Die Sprache der ältesten irischen Dichtung). Moskau 1986; 2. Auflage. Moskau 2003; französische Übersetzung: La langue de la poésie irlandaise archaïque. Hamburg 1993.
- Введение в кельтскую филологию (Einführung in die keltische Philologie). Moskau 1989; 2. Auflage. Moskau 2006 (zusammen mit A. A. Koroljew).
- Истоки древнеирландской мифопоэтической традиции (Quellen der altirischen mythopoetischen Tradition; Habilitationsschrift). Moskau 1997.
- Этимологический словарь кельтских теонимов (Etymologisches Wörterbuch der keltischen Theonyme). Moskau 2006.

### Artikel
- Principes de l’organisation phonique du texte dans la poésie irlandaise archaïque. In: Metrics and the media (1991), S. 189–195.
- Quelques aspectes mythologiques de la tradition grammaticale vieil-irlandaise. In: Études Celtiques 29 (1992), S. 241–248.
- Indogermanische Dichtersprache und altirische mythopoetische Tradition. In: Zeitschrift für celtische Philologie (ZCP) 46 (1994), S. 1–10.
- Deux correspondances de vocabulaire mythologique entre les langues celtiques et balto-slaves. In: ZCP 49 (1997), S. 366–372.
- Some archaic elements of Celtic cosmology. In: ZCP 53 (2003), S. 70–76.
- The Celts and the Slavs: on K. H. Schmidt’s hypothesis on the eastern origin of the Celts. In: Parallels between Celtic and Slavic (2006), S. 63–70.